# Wskazówka

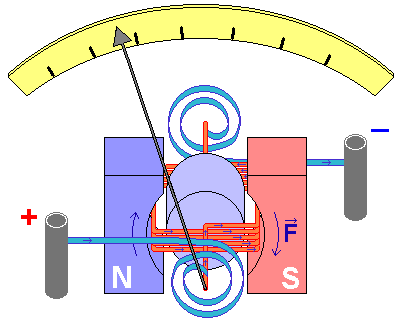
szkic galwanometru wskazówkowego, wskazówka pokazuje wartość pomiędzy drugą a trzecią podziałką skali

termometr wskazówkowy

Wskazówka – element przyrządu pomiarowego analogowego (wskazówkowego), przesuwający się nad (lub obok) narysowanej skali.

## Zastosowania
Występuje w urządzeniach takich jak:
- zegar (występują w nim najczęściej dwie lub trzy wskazówki: „godzinowa”, „minutowa” oraz czasem „sekundowa”[a]),
- kompas magnetyczny (wskazówka kompasu najczęściej nazywana jest „igłą”),
- elektryczne mierniki wskazówkowe wszelkiego rodzaju: galwanometry, woltomierze, amperomierze itp.,
- wagi mechaniczne (wychyłowe),
- higrometry włosowe,
- tachometry mechaniczne,
- wiatrowskazy,
- barometry wskazówkowe skonstruowane w oparciu o aneroid,
- bimetaliczne termometry wskazówkowe.

## Podział wskazówek
- Wskazówka materialna – najczęściej wykonane z blach lub rurek duralowych. Zakończenie takiej wskazówki musi być cienkie, tak aby można było dokładnie odczytać wskazanie.
- Wskazówka świetlna (plamka świetlna) – w miernikach z takim rodzajem wskazówki, wiązka promieni świetlnych z żarówki pada przez układ optyczny i przesłonę na lusterko umocowane na organie ruchomym. Na podzielni widoczna jest plamka świetlna podzielona czarną kreską, będąca odbiciem w lustrze cienkiej nici umieszczonej w przesłonie. Odchylanie się organu ruchomego powoduje przesuwanie się plamki wzdłuż podziałki miernika. Wartość odczytuje się porównując kreskę plamki z podziałką umieszczoną na podzielni.

## Błąd paralaksy
Przy odczytywaniu wskazania bardzo ważne jest, aby kierunek patrzenia obserwatora był prostopadły do podzielni. Jeśli kierunek ten nie jest prostopadły to obserwator zobaczy niewłaściwe miejsce podziałki. Powstały w ten sposób błąd odczytu nazywamy błędem paralaksy. Błąd ten nie występuje przy urządzeniach z wskazówką świetlną.